# Otřep

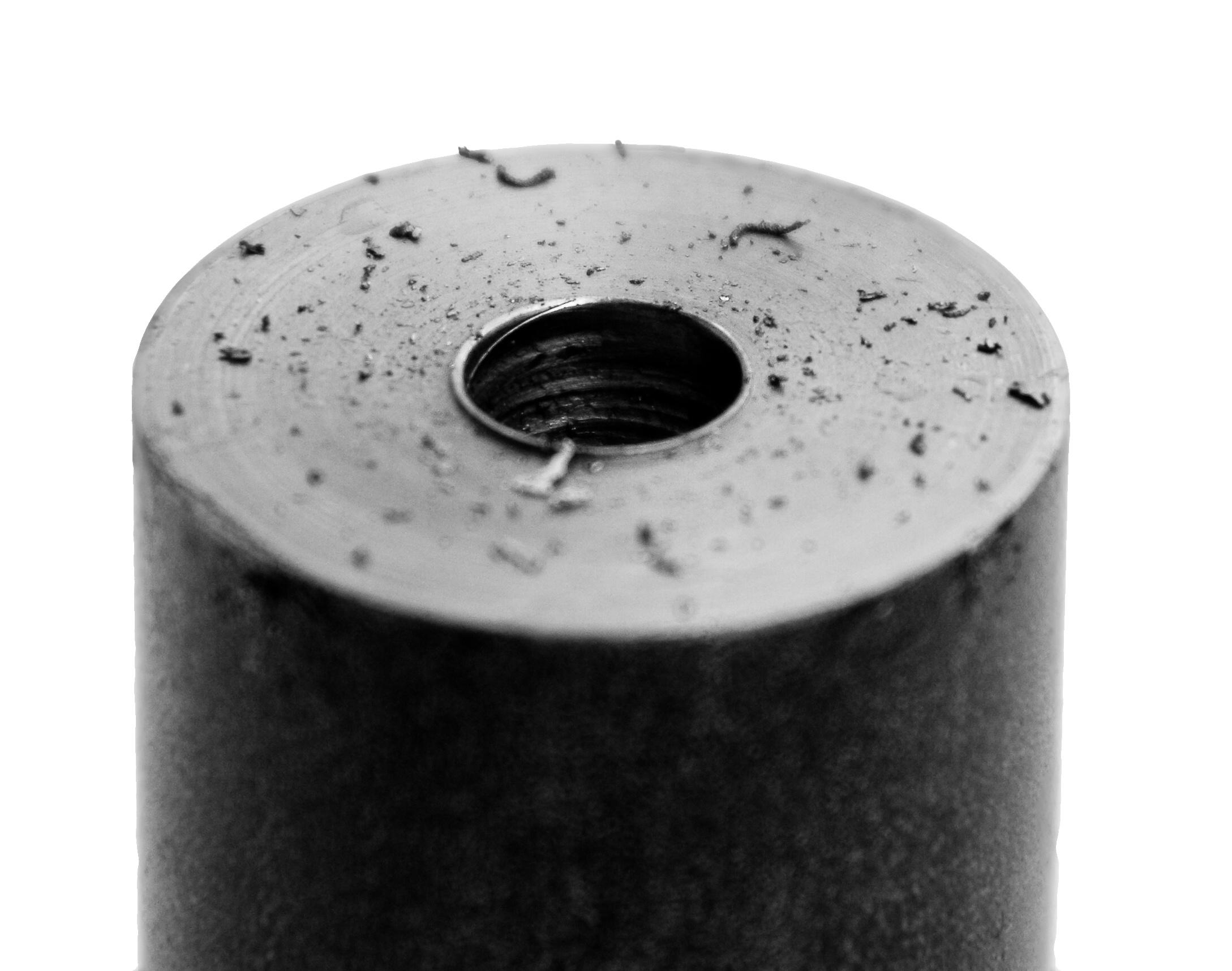
otřep po vrtání do železa

Otřepy (neboli hroty, lidově groty) jsou ostré bříty na hranách obrobku, které vznikají při mechanickém obrábění, stříhání nebo jiném ručním a strojním dělení kovových i plastových dílů. Tvoří se na obrobcích z houževnatých materiálů. Také se tvoří na obrobcích z křehkých materiálů, které se při operaci stávají plastickými. To platí např. při obrábění křehkých termoplastů, při řezání frikčními pilami nebo při řezání plamenem.
Otřepy jsou velmi nežádoucí, a to jak z hlediska estetického, tak z funkčního, a nebezpečné (poranění říznutím nebo vpichem). Při broušení mohou vznikat otřepy, které lze od materiálu oddělit ve tvaru tenkého drátku, tento tvar otřepu se nazývá jehla. Naprosto nepřípustné jsou otřepy na hotových výrobcích, ale i na polotovarech, kde překážejí zejména při kontrole rozměrů nebo při přesném ustavení v následných operacích. Operace odstraňování otřepů se nazývá odhrocení nebo odjehlení.
Otřep může vzniknout i jako vedlejší efekt při zadírání dotýkajících se součástí jak vibracemi tak třením. Nebezpečné jsou také otřepy vznikající napěchováním hran plosek ručního nářadí např. sekáčů nebo kladiv.

## Odstraňování
Otřepy lze odstraňovat:
- Plamenem - ve speciálních komorách s kyslíkem (tzv. odhrotování výbuchem)
- Chemicky - rozpouštěním v kyselinách nebo zásadách
- Mechanicky
  - Pilováním - ručně
  - Broušením - na kotoučových nebo pásových bruskách, ev. ručními bruskami
  - Frézováním - ručními vysokoobrátkovými frézkami
  - Kartáčováním - ocelovými kartáči
  - Tryskáním
  - Omíláním
  - Osekáváním - např. výpalky pneumatickým kladivem
  - Záhlubníkem - hrany vrtaných děr
  - Škrabákem - při drobných zámečnických pracích